# 山下真弥
山下 真弥（やました まや）は、東京都出身のノンフィクション作家。
評論家・婦人問題研究家で女性解放論者の山川菊栄は母方の親戚。江戸後期-明治時代の水戸藩士で弘道館教授頭取代理・彰考館権総裁を務めた儒学者・史学者の青山延寿も山下の母方のルーツとなっている。祖父は鹿児島県出身の農林水産省の役人で、政治家の二階堂進と親交があった。

## 経歴
東京都生まれ。父親の仕事の関係で、渡米。 米国カリフォルニア州にある私立の芸術高校にて視覚芸術及び文芸表現とされるクリエイティブ・ライティングを学ぶ。慶応義塾大学文学部卒業。一部上場企業勤務を経て、2007年よりラ・フェミニテのライターとして本格的に執筆、取材活動を始める。

## 活動
2012年からラ・フェミニテ代表を務めている。雑誌は第一号〜第三号までが、「女性誌研究と現代社会」で、第四号から フランスのポスト構造主義の思想を取り入れるようになったことから、「フェミニテ」に変わっており、山下自身は、「全ての女性たちには男性とは異なった天才性があると考えられているが、日常生活に埋もれて眠っている女性自身の才能を自ら発見するために、ラ・フェミニテができることはないか」と話している。現在、フェミニテは女性性を意識したインターナショナルな文化活動を実施している。
2010年にアメリカの出版社と契約していることや、思春期を海外で過ごした経験から、山下は、多文化多人種時代を生きる上での日本人の姿勢や、国際恋愛、国際結婚、国際人（トランスヒューマン）のあり方、2冊の電子書籍（英語版）の出版、そして日本の電子書籍の未来の可能性について、兵庫県立大学やシンポジウム等で講演している。英語電子書籍は『Tokyo: Departing for Global Love』や『New Rising Sun: The Future of Multicultural Japan』。
政治家・城内実のブログにて『六本木発グローバル恋愛』（洋泉社）のコラムが掲載されている他、アルピニスト・野口健などと共に声援メッセージを送っている。

## 作品一覧

### 著書
- 『六本木発グローバル恋愛』（洋泉社）2007年4月）
- 『ハーフはなぜ才能を発揮するのか』（PHP研究所　2009年10月）

### 小説
『南カリフォルニアの風』2007年9月

### 英語電子書籍
- 『Tokyo: Departing for Global Love』 （2011年5月）
- 『New Rising Sun: The Future of Multicultural Japan』（2011年12月）

### 連載
WEDGE Infinity （ウェッジ・インフィニティ）2013 年4月〜

## 出演番組
報道ワイド日本（CS放送・日本文化チャンネル桜）

## 参考
- 研究活動報告：山下真弥講演会の開催について
- ★活動報告★　山下真弥氏とのトークショー - 城内実のとことん信念ブログ
- ◇コラム◇　『六本木発グローバル恋愛』（山下真弥著）を読んで - 城内実のとことん信念ブログ
- ☆お知らせ☆山下真弥氏からの応援メッセージ - 城内実のとことん信念ブログ
- 【岡田敏一のエンタメよもやま話】日本人ハーフ急増 ... - MSN産経ニュース